# West Indies Women’s Cricket Team in England in der Saison 2019
Die Tour des West Indies Women’s Cricket Teams nach England in der Saison 2019 fand vom 6. bis zum 25. Juni 2019 statt. Die internationale Cricket-Tour war Bestandteil der Internationalen Cricket-Saison 2019 und umfasste drei WODI und drei WTwenty20s. England gewann die WODI-Serie mit 3–0 und die WODI-Serie mit 1–0.

## Vorgeschichte
Die West Indies spielten zuvor eine Tour in Irland, während es für England die erste Tour der Saison war. Das letzte Aufeinandertreffen der beiden Mannschaften bei einer Tour fand in der Saison 2016/17 in den West Indies statt.

## Stadien
Die folgenden Stadien wurden für die Austragung der Tour ausgewählt.
| Stadion               | Stadt       | Kapazität | Spiele       |
| --------------------- | ----------- | --------- | ------------ |
| County Ground         | Chelmsford  | 6.500     | 3. WODI      |
| County Cricket Ground | Derby       | 9.500     | 3. WT20      |
| Grace Road            | Leicester   | 6.000     | 1. WODI      |
| County Cricket Ground | Northampton | 6.500     | 1. & 2. WT20 |
| New Road              | Worcester   | 5.500     | 2. WODI      |

## Kaderlisten
Die West Indies benannten ihre Kader am 19. April 2019.
England benannte seinen WODI-Kader am 4. Juni, und seinen WTwenty20-Kader am 17. Juni 2019.
| WODI | WODI | WTwenty20 | WTwenty20 |
| England | West Indies | England | West Indies |
| --- | --- | --- | --- |
| - Heather Knight (K) - Tammy Beaumont - Katherine Brunt - Kate Cross - Sophie Ecclestone - Alex Hartley - Jenny Gunn - Amy Jones (wk) - Laura Marsh - Natalie Sciver - Anya Shrubsole - Bryony Smith - Sarah Taylor (wk) - Fran Wilson - Lauren Winfield - Danni Wyatt | - Stafanie Taylor (K) - Hayley Matthews (VK) - Shemaine Campbelle - Shamilia Connell - Britney Cooper - Deandra Dottin - Afy Fletcher - Chinelle Henry - Stacy-Ann King - Kycia Knight - Kyshona Knight - Natasha McLean - Chedean Nation - Karishma Ramharack - Shakera Selman | - Heather Knight (K) - Tammy Beaumont - Katherine Brunt - Kate Cross - Sophie Ecclestone - Jenny Gunn - Amy Jones (wk) - Laura Marsh - Natalie Sciver - Anya Shrubsole - Linsey Smith - Sarah Taylor (wk) - Fran Wilson - Lauren Winfield - Danni Wyatt | - Stafanie Taylor (K) - Hayley Matthews (VK) - Shemaine Campbelle - Shamilia Connell - Britney Cooper - Deandra Dottin - Afy Fletcher - Chinelle Henry - Stacy-Ann King - Kycia Knight - Kyshona Knight - Natasha McLean - Chedean Nation - Karishma Ramharack - Shakera Selman |

## Women’s One-Day Internationals

### Erstes WODI in Leicester
| 6. Juni Scorecard | Leicester | England 318-9 (50)           | – | West Indies 110 (36) |
|                   |           | England gewinnt mit 208 Runs |   |                      |

England gewann den Münzwurf und entschied sich als Schlagmannschaft zu beginnen. Als Spielerin des Spiels wurde Amy Jones ausgezeichnet.

### Zweites WODI in Worcester
| 9. Juni Scorecard | Worcester | England 233-7 (41/41)                     | – | West Indies 87-6 (28/28) |
|                   |           | England gewinnt mit 121 Runs (D/L method) |   |                          |

England gewann den Münzwurf und entschied sich als Schlagmannschaft zu beginnen. Als Spielerin des Spiels wurde Anya Shrubsole ausgezeichnet.

### Drittes WODI in Chelmsford
| 13. Juni Scorecard | Chelmsford | England 258-4 (39/39)                     | – | West Indies 131 (37.4/39) |
|                    |            | England gewinnt mit 135 Runs (D/L method) |   |                           |

Die West Indies gewannen den Münzwurf und entschieden sich als Feldmannschaft zu beginnen. Als Spielerin des Spiels wurde Amy Jones ausgezeichnet.

## Women’s Twenty20 Internationals

### Erstes WTwenty20 in Northampton
| 18. Juni Scorecard | Northampton | England  | – | West Indies |
|                    |             | Abgesagt |   |             |

Spiel wurde auf Grund von Regenfällen abgesagt.

### Zweites WTwenty20 in Northampton
| 21. Juni Scorecard | Northampton | England 180-6 (20)          | – | West Indies 138-9 (20) |
|                    |             | England gewinnt mit 42 Runs |   |                        |

England gewann den Münzwurf und entschied sich als Schlagmannschaft zu beginnen. Als Spielerin des Spiels wurde Danni Wyatt ausgezeichnet.

### Drittes WTwenty20 in Derby
| 25. Juni Scorecard | Derby | England  | – | West Indies |
|                    |       | Abgesagt |   |             |

Spiel wurde auf Grund von Regenfällen abgesagt.

## Auszeichnungen

### Player of the Series
Als Player of the Series wurden der folgende Spieler ausgezeichnet.
| Serie | Player of the Series |
| ----- | -------------------- |
| WODI  | –                    |
| WT20  | Amy Jones            |

### Player of the Match
Als Player of the Match wurden die folgenden Spielerinnen ausgezeichnet.
| Spiel   | Player of the Match |
| ------- | ------------------- |
| 1. WODI | –                   |
| 2. WODI | Danni Wyatt         |
| 3. WODI | –                   |
| 1. WT20 | Amy Jones           |
| 2. WT20 | Anya Shrubsole      |
| 3. WT20 | Amy Jones           |